# Pólemo (divindade)

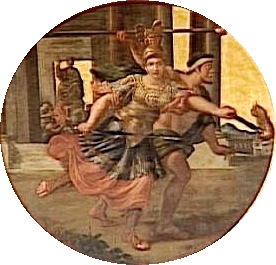
Ilustração.

Pólemo (Πόλεμος; "guerra"), na mitologia grega, era uma Daemon que personificava a guerra, num sentido geral, qualquer tipo de guerra, seja ela territorial, interna, externa etc.
Não são conhecidas práticas de culto ou mitos relacionadas com ela, e como uma representação abstrata aparece principalmente no discurso filosófico ou alegórico. 
Numa das fábulas de Esopo, Pólemo casa com Híbris, a personificação feminina de arrogância. Píndaro refere que Pólemo é o pai de Alala, deusa do grito de guerra.

## Filosofia
O filósofo pré-socrático Heráclito, descreve Pólemo como "rei e pai de tudo", com a capacidade de trazer tudo à existência e também aniquilá-la.
Para Heráclito, Pólemo "revela os deuses numa mão e os humanos noutra, faz escravos numa mão e liberta-os noutra". O fragmento não deixa claro se Heráclito pensaria sobre Pólemo como uma abstracção, uma deusa, ou uma generalização da guerra, e esta ambiguidade seria talvez intencional. Heidegger interpretou o Pólemo de Heráclito como sendo o princípio de diferenciação ou de "separação" (do alemão Auseinandersetzung).